# I Am Not a Human Being
 I Am Not a Human Being è l'ottavo album del rapper statunitense Lil Wayne, pubblicato in versione digitale il 27 settembre 2010 dalla Cash Money Records, in coincidenza con il compleanno del rapper. La versione fisica dell'album è stata pubblicata il 12 ottobre 2010.

## Tracce
CD
1. Gonorrhea (featuring Drake) - 4:22
2. Hold Up (featuring T-Streets) - 4:11
3. With You (featuring Drake) - 3:49
4. I Am Not a Human Being - 4:05
5. I'm Single - 5:33
6. What's Wrong With Them (featuring Nicki Minaj) - 3:31
7. Right Above It (featuring Drake) - 4:32
8. Popular (featuring Lil Twist) - 4:40
9. That Ain't Me (featuring Jay Sean) - 4:03
10. Bill Gates - 4:19

CD Bonus Tracks
1. YM Banger (featuring Gudda Gudda, Jae Millz & Tyga) - 3:55
2. YM Salute (featuring Lil Twist, Lil Chuckee, Gudda Gudda, Jae Millz & Nicki Minaj) - 5:14
3. Untitled - 4:27